# Ken Robinson
Sir Kenneth Robinson (Liverpool, 4 marzo 1950 – 21 agosto 2020) è stato un educatore e scrittore britannico.

## Biografia
Autore inglese, conferenziere e consigliere internazionale sull'educazione per i governi e le istituzioni no-profit. È stato Direttore artistico nello Schools Project (1985–89), Professore di Educazione all'Arte nell'Università di Warwick (1989–2001); nel 2003 è stato insignito del titolo di Cavaliere per i servizi resi all'educazione.
Proveniente da una famiglia di impiegati di Liverpool, Robinson viveva a Los Angeles con la moglie Marie-Therese e i figli James e Kate.
Famoso per i suoi TED, Robinson ha fatto tre presentazioni sul ruolo della creatività in materia di istruzione, le visualizzazioni attraverso il sito web di TED sono state oltre 70 milioni (2021). Nella presentazione del 2006 - la più vista tra i suoi discorsi sul sito web TED - Robinson ha esposto come il ruolo delle scuole uccida la creatività degli studenti. Nell'aprile 2013, ha tenuto una conferenza dal titolo "Come sfuggire alla valle della morte dell'istruzione", in cui delinea tre principi fondamentali per la mente umana per prosperare (e in che modo la attuale cultura e formazione americana lavora contro le persone). Nel 2005, Robinson è stato nominato come uno dei Voci principali (a Time Magazine, Fortune, CNN). Nel 2010, la Royal Society per la Promozione delle Arti, Manufactures & Commerce ha animato uno dei discorsi di Robinson su come modificare i paradigmi educativi. Il video è stato visto quasi mezzo milione di volte nella sua prima settimana su YouTube ed a partire da aprile 2015 è stato visto più di 12 milioni di volte.
È morto il 21 agosto 2020.